# 胡溥
胡溥，字文博，河南湯陰人，軍籍，明朝政治人物。進士出身。

## 生平
早年出身國子生，河南鄉試第五十七名。成化十四年（1478年）戊戌科會試第一百二十二名，殿試登進士第三甲第一百七十二名。授武进知县。

## 家族
曾祖父胡仲寬。祖父胡敬先。父亲胡璉，曾任知州。